# 野村元五郎
野村 元五郎（のむら げんごろう/もとごろう、1887年（明治20年）10月18日 - 1954年（昭和29年）2月14日）は、日本の実業家。野村銀行頭取や、同行会長、野村生命取締役、大阪ガス監査役等を歴任した。

## 人物・経歴
大阪府で初代野村徳七の四男として生まれる。二代野村徳七は兄。1908年大阪高等商業学校（現大阪公立大学）卒業。1909年から6年間イギリスに留学した。1917年に家業が株式会社化され野村商店が設立されると監査役に就任した。
1918年に大阪野村銀行が設立されると頭取に就任し、昭和金融恐慌や昭和恐慌下でも順調に業容を拡大させた。1925年大阪瓦斯監査役。1934年野村生命取締役。1943年野村銀行会長。1945年退任。

## 親族
初代野村徳七は父。二代野村徳七は兄。妻夏は加賀正太郎の妹。長女・喜美の夫に幣原喜重郎の次男・重雄。